# A13高速公路 (瑞士)
A13高速公路（德語：Autobahn 13），是瑞士一條高速公路，東北始於接壤奧地利邊境的聖馬格雷滕，向南縱貫全境，經過庫爾，穿越格勞賓登州山區，至貝林佐納，與A2高速公路交匯。全長195公里。
公路1962年首段通車，目前庫爾以南除了聖貝納迪諾隧道外為快速公路。是欧洲E43公路的一部份。